# Tanaecia manavira
Tanaecia manavira är en fjärilsart som beskrevs av Hans Fruhstorfer 1913. Tanaecia manavira ingår i släktet Tanaecia och familjen praktfjärilar. Inga underarter finns listade i Catalogue of Life.